# Palais de la Bourse (Nantes)
Pour les articles homonymes, voir Palais de la Bourse.
Le palais de la Bourse est un monument situé sur la commune de Nantes (Loire-Atlantique), en France. Construit à la fin du XVIIIe siècle et achevé au XIXe siècle pour accueillir une bourse de commerce, il est inscrit à l'inventaire supplémentaire des monuments historiques le 24 janvier 1947. Situé sur la place du Commerce, centre névralgique de la ville, il a été réhabilité à la fin du XXe siècle pour devenir un magasin de la Fnac.

## Histoire

### Site
À l'origine, le site de la Bourse était baigné au sud par un bras de la Loire (appelé après sa construction « bras de la Bourse »), par lequel arrivaient les bateaux marchands au port de Nantes. Au Moyen Âge, la place du Bouffay, trop éloignée de l'estuaire et séparée de lui par de nombreux ponts, est progressivement abandonnée par les armateurs au profit du « Port-au-Vin », l'actuelle place du Commerce.
Cette place accueille également des chantiers de construction navale jusqu'en 1583, année au cours de laquelle ils sont transférés vers l'ouest. Le Port-au-Vin est exhaussé et agrandi, augmentant du même coup la surface de la place ; celle-ci est divisée en deux par la présence de la chapelle Saint-Julien.

### Premier palais de la Bourse
Le bureau de la ville, dont le maire est alors Pierre Poullain de la Vincendière, décide, en 1641, de faire construire une bourse de commerce. La réalisation en est confiée à Hélie Brosset. Celui-ci édifie un bâtiment de trois étages, sobre, construit parallèlement à la Loire, et qui porte les armoiries de l'évêque de Nantes, sur les terres duquel il est implanté. Mais cette Bourse ne rencontre pas de succès auprès des commerçants, et il faut leur en imposer l'utilisation par une ordonnance de police, en 1666. La chapelle Saint-Julien est détruite et reconstruite dans le prolongement de la Bourse en 1668.

### Deuxième palais de la Bourse
En 1686, il est déjà question de remplacer l'édifice, dont la qualité laisse à désirer. Au début du XVIIIe siècle, le bâtiment menace ruine. La démolition est décrétée en 1718, et la commande de construction d'une nouvelle Bourse est effectuée en 1722. L'ingénieur du roi David Delafond en établit le projet, et l'architecte Jean Laillaud obtient l'adjudication. L'ancien ouvrage est détruit en 1723, et les travaux commencent en 1724[réf. nécessaire]. Pendant les travaux, le maire, Gérard Mellier, met à disposition des commerçants le « jeu de boules du Bouvet » (situé près de l'actuelle rue Santeuil), qui est une halle plus longue que l'ancienne Bourse, et où les commerçants qui la fréquentent se plaisent. La nouvelle Bourse est implantée en bord de Loire, pour satisfaire les propriétaires des immeubles dont la vue risquerait d'être gênée par le bâtiment. Celui-ci est installé, en partie, sur pilotis. La chapelle Saint-Julien est incluse dans ce nouveau palais de la Bourse, qui est apprécié, et où se tiennent, outre son activité principale, des réunions, la plus prestigieuse étant celle des États de Bretagne, en 1764.
Le « pont de la Bourse », qui relie la partie est du quai à l'île Feydeau, dont le lotissement à destination des plus fortunés de la ville est lancé par Gérard Mellier, est construit en 1725. Mais l'ouvrage s'écroule en juillet 1729 et doit être reconstruit par Jean Laillaud entre 1731 et 1734. Il s'appelle alors le « pont Feydeau » jusqu'à son remplacement en 1869.
Mais la nature du sol, instable à cause de la vase sur laquelle les remblais ont été déposés, menace de faire s'écrouler ce palais de la Bourse. Jean Laillaud en est réduit, dès 1736, à venir la nuit pour reboucher les fissures. Le bâtiment est finalement détruit en 1769.

### Troisième palais de la Bourse
Après l'évacuation du bâtiment, devenu dangereux, en 1767, Jean-Baptiste Ceineray, devenu architecte de la ville, répond tout d'abord à la demande des négociants de construire un bâtiment provisoire. C'est donc dans une « loge » en bois, située place de la Petite-Hollande, qu'ils sont installés. Puis Ceineray propose successivement trois plans pour la reconstruction d'une Bourse de commerce à Nantes. Mais c'est finalement son successeur, Mathurin Crucy, un architecte nantais qui a fait ses preuves en dressant les plans du théâtre Graslin et de la place Royale, qui est sollicité pour construire le bâtiment. Celui-ci est commencé le 1er juillet 1790.
La construction de la Bourse s'interrompt dans les premières années de la Révolution, la municipalité ne disposant alors plus des fonds nécessaires à la poursuite du projet. Seul le gros œuvre est achevé, et sans toiture l'édifice est inutilisable. La loge en bois de la place de la Petite-Hollande n'ayant pas été conçue pour durer aussi longtemps, la mairie, en 1792, propose aux négociants d'installer la Bourse sous le péristyle du théâtre Graslin, puis, devant le mécontentement des intéressés, dans la « salle haute de la halle » (il s'agit de la « halle au blé », quai Brancas, construite en 1786) en 1795, puis de nouveau sur la place de la Petite-Hollande en 1799, et, après un retour dans la « salle haute de la halle » en 1804, sous une tente dressée en 1807 sur la place de la Bourse, aménagée en promenade publique, plantée d'arbres, en 1800. Finalement, après 1810, c'est dans le cirque de la rue du Chapeau-Rouge que la Bourse se tient avant l'ouverture du palais.
En effet, les mesures édictées par Napoléon Ier après sa visite de à Nantes en 1808 permettent, entre autres, la reprise de la construction de la Bourse. Les sculpteurs nantais Charles-Guillaume Robinot-Bertrand (1778-1840) et Jean Baptiste Joseph De Bay père (1779-1863) réalisent des statues qui viennent orner le palais. Elles sont installées en 1812, un an après l'achèvement de l'édifice, qui est occupé par la chambre de commerce (fondée en 1803) à partir de 1815.

### Évolutions jusqu'à la Seconde Guerre mondiale
En 1851, le chemin de fer arrive à Nantes. La ligne est rapidement prolongée vers l'ouest, afin de desservir le port ; le train passe dès lors tout près de la façade sud du palais, et une petite gare est construite sur l'extrémité est du quai de la Fosse, à 200 mètres de la façade ouest du palais, en face de la petite rue Lévêque, qui existe toujours (un peu à l'est de l'actuelle station Médiathèque de la ligne 1 du tramway). Elle prend le nom de gare de la Bourse.
Dès l'ouverture, la chambre de commerce signale des problèmes dans la structure du bâtiment, rendant son utilisation dangereuse et son entretien onéreux. D'importantes réparations sont effectuées en 1854 et 1856. Cette année-là, un télégraphe électrique est installé, permettant la transmission rapide d'informations en provenance de Marseille (terminus en France de la malle des Indes jusqu'en 1870). En 1857, le palais est doté d'une grande horloge. À nouveau, des craintes sur la solidité du bâtiment sont exprimées en 1882, et la pose d'étais est rendue nécessaire en 1885. Les fondations nécessitent également des travaux de réfection. En 1887, une expertise suggère la construction d'un nouveau bâtiment. Finalement, le palais de la Bourse bénéficie d'une rénovation de 1889 à 1891. À cette occasion, l'édifice est agrandi vers l'ouest.
En 1926, pour remédier aux problèmes liés à l'effondrement des quais, endommagés lors des crues de la Loire entre autres, la municipalité de Nantes décide le comblement d'une portion de l'Erdre et de deux bras les plus septentrionaux du fleuve, le « bras de la Bourse » et le « bras de l'Hôpital ». La fragilité du quai de la Bourse justifie que le premier bras comblé soit celui qu'il longe ; les terrassements sont achevés en 1927. L'ensemble de ces travaux permet, en 1941, le détournement par le sud de l'île Feydeau de la ligne de chemin de fer qui longeait le palais de la Bourse (portion dont l'enfouissement sera achevé en 1955), et l'aménagement du Cours Franklin-Roosevelt (en lieu et place du « bras de la Bourse »). Le quai, le pont, puis la gare de la Bourse disparaissent ainsi du paysage des abords du palais.

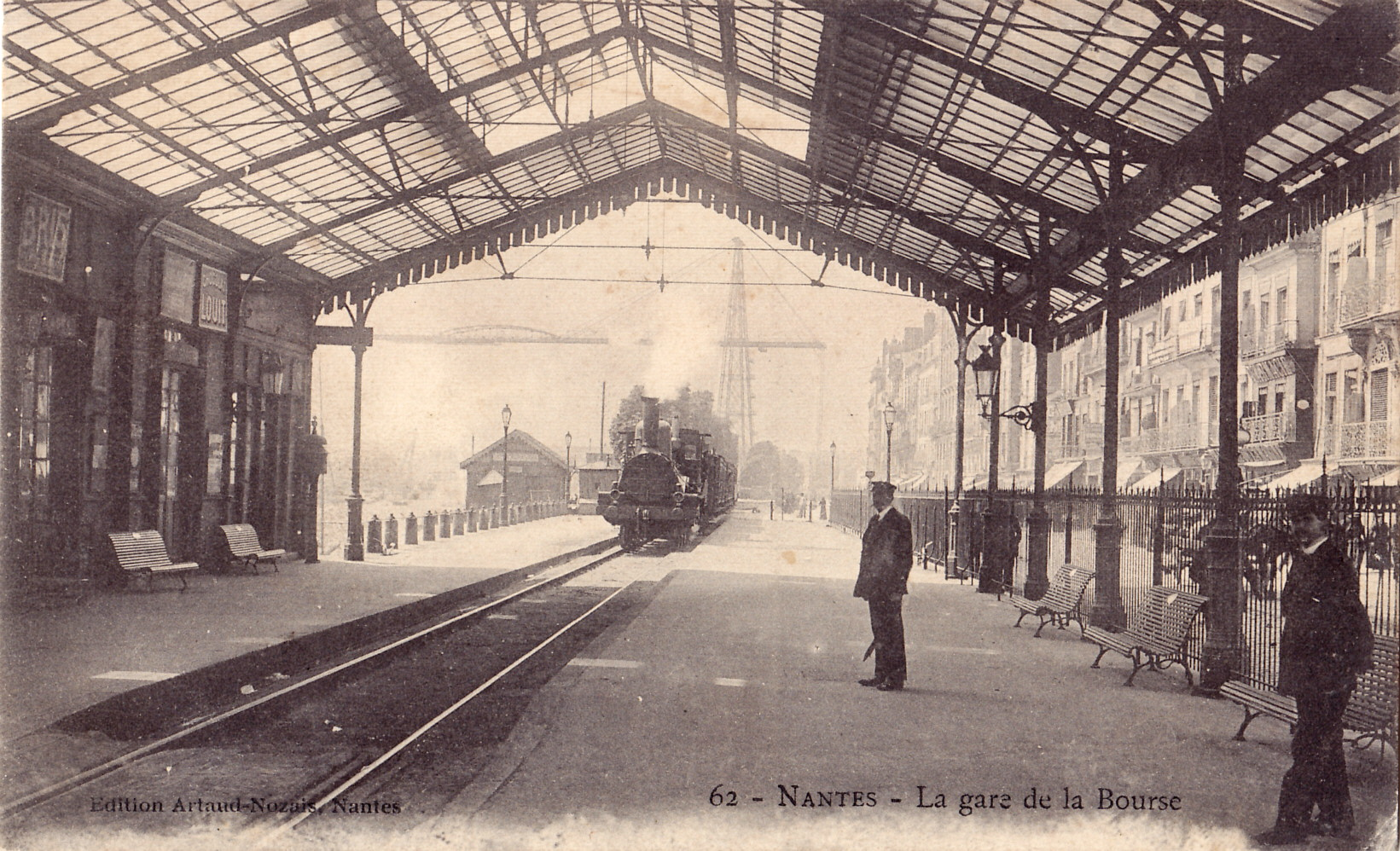
La gare de la Bourse, sur la ligne de Tours à Saint-Nazaire, vers 1900.
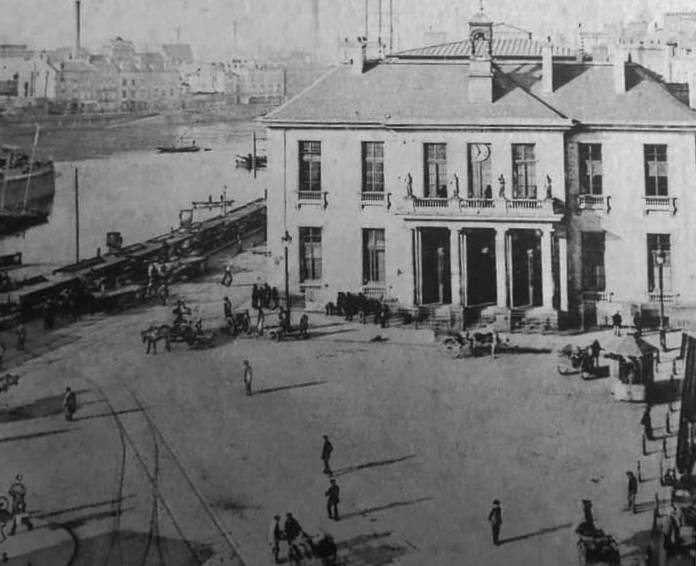
Le palais de la Bourse bordé par la Loire avant les comblements.
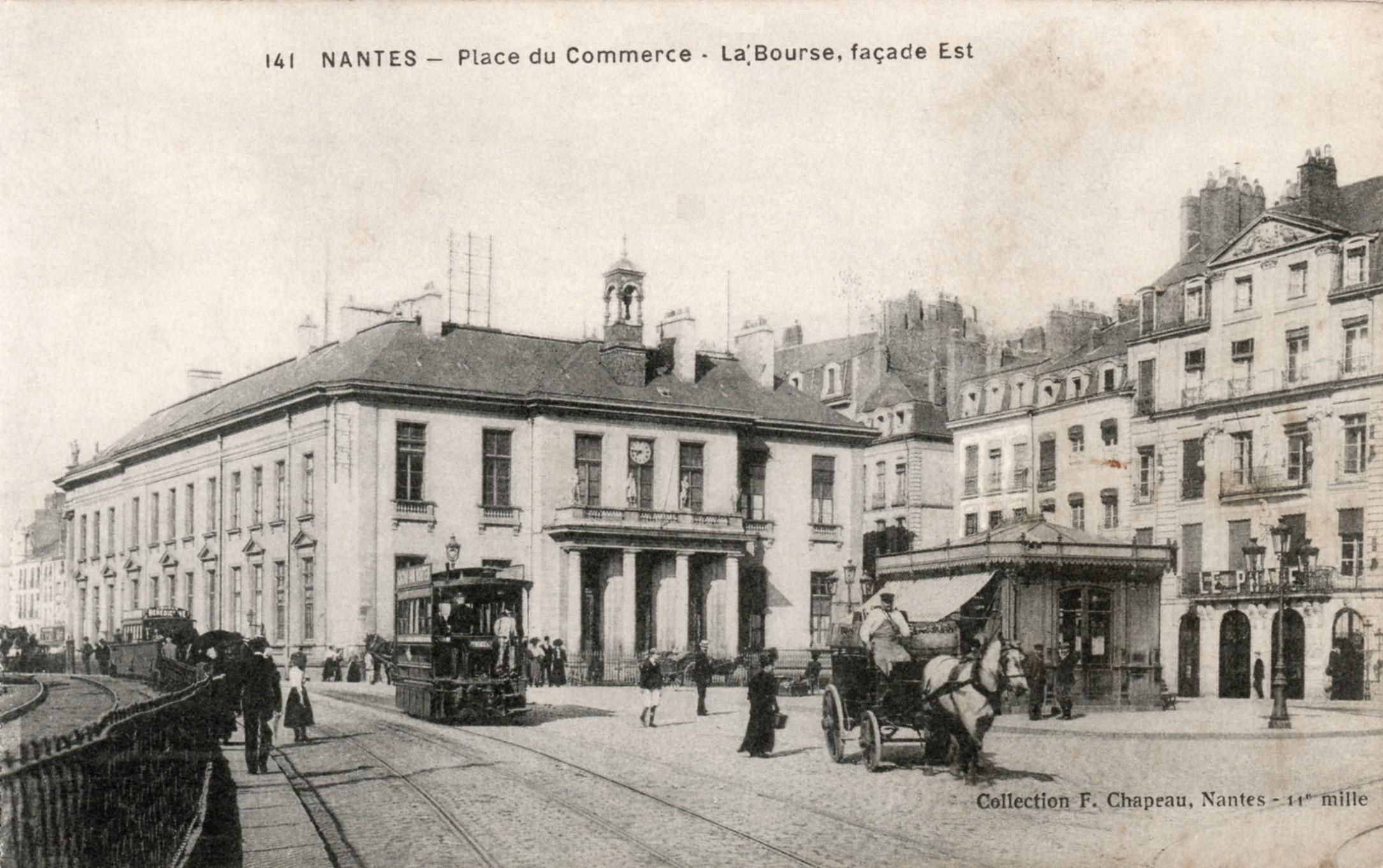
L'ancien tramway de Nantes longeant le palais de la Bourse. Sur la droite, immeuble du journal Le Phare de la Loire, qui sera détruit par le bombardement allié du 16 septembre 1943.

### Depuis la Seconde Guerre mondiale
Lors des bombardements des 16 et 23 septembre 1943, le palais est touché. Le 16, c'est la façade est, donnant sur la place du Commerce, qui est atteinte. Il est alors décidé d'évacuer le mobilier Empire et des archives dans le château de la Brosse, à Orvault. Le 23, c'est cette fois la partie ouest (salle des séances et salle des cartes), donnant sur la place de la Bourse, qui est en grande partie détruite.
La plupart des statues sont brisées (et plus tard stockées dans les caves du centre des Salorges). Il ne s'agissait en fait que de copies réalisées lors de travaux d'agrandissement du palais au XIXe siècle et dont les originaux étaient entreposés dans les réserves du Musée du Château des ducs de Bretagne. L'édifice est restauré après la guerre, sous la conduite de l'architecte en chef des monuments historiques, Jean Merlet, à partir de 1947, année au cours de laquelle le palais est inscrit à l'inventaire supplémentaire des monuments historiques. Du bâtiment d'avant les bombardements, la rénovation ne conserve pas, outre les statues, les horloges autrefois placées sur les façades est et ouest, les cheminées de toit et un clocheton qui surmontait l'entrée principale. Des services commencent à s'installer en 1952, mais l'inauguration a lieu le 28 juin 1957. Dans la grande salle de Bourse, une statue de la Loire, œuvre d'André Bizette-Lindet, Grand prix de Rome en 1930, est installée sur une tribune de marbre
Le bâtiment est alors occupé par la Bourse de commerce (côté nord), la Bourse des valeurs (côté ouest), Air France, le « Centre de productivité », l'école de comptabilité Ernest Lehuédé, l'École nationale de la marine marchande (remplacée ensuite par l'« École française de commerce de détail », puis par la Société de développement régional de l'Ouest), et la « Ve région économique », qui devient en 1964 chambre régionale de commerce et d'industrie, et est installée au premier étage.

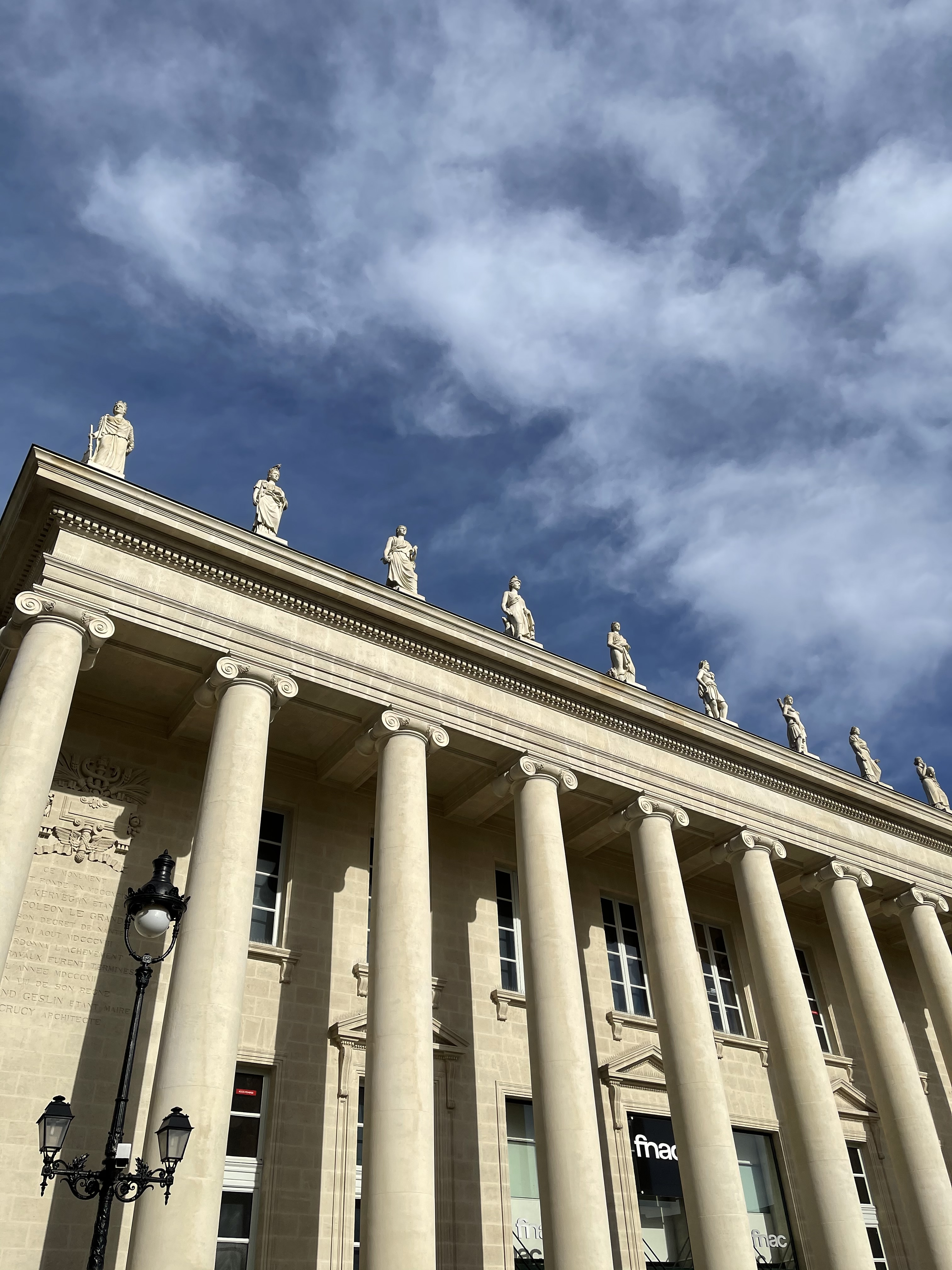
Façade du palais de la Bourse à Nantes

Le développement de l'activité de la chambre de commerce et la disparition des activités de Bourse à Nantes conduit, en 1974, à la refonte de la salle des séances, puis, en 1978, à une rénovation totale du palais, avec notamment la création d'un vaste patio. Le palais ainsi remodelé est inauguré le 22 avril 1979. L'étape suivante est le transfert des activités consulaires de la chambre de commerce et d'industrie de Nantes et de Saint-Nazaire dans le nouveau « centre des Salorges » (quai Ernest-Renaud), inauguré le 7 mai 1987. Le palais de la Bourse héberge alors durant quelques années la « maison du Commerce » et l'office de tourisme de Nantes, ainsi que des organismes liés au tourisme.
Puis la ville y permet l'établissement d'un magasin Fnac, qui occupe l'ensemble du bâtiment. L'intérieur de l'édifice est alors entièrement vidé, démoli et rénové, et inauguré le 4 octobre 1996.
En février 2018, un programme de restauration est annoncé consistant notamment à replacer de nouvelles copies des statues détruites lors de la Seconde Guerre mondiale sur la partie supérieure de la façade du palais, côté place de la Bourse. En avril 2019, ces dix statues représentant respectivement des allégories de Nantes, de la Loire, de quatre continents (Asie, Afrique, Europe et Amérique), de l'Astronomie, des Beaux-Arts, de la Prudence et de l'Abondance sont replacées sur la façade.

## Architecture
Le palais forme au sol un rectangle ; il s'élevait autrefois sur deux niveaux, comme en témoignent les fenêtres. Depuis les rénovations, l'intérieur est réparti sur trois étages en mezzanine, ouverts sur un large puits de lumière, qui permet la présence d'escaliers roulants.
La façade principale, sur la place du Commerce, est percée à l'étage par sept fenêtres identiques et le rez-de-chaussée est agrémenté d'une avancée soutenue par quatre colonnes doriques qui protège les trois portes d'entrée. Cette avancée est encadrée par deux fenêtres de chaque côté et son sommet est aménagé en balcon, les colonnes y sont surmontées des statues de Jean Bart, René Duguay-Trouin, Abraham Duquesne et Jacques Cassard (œuvres de Jean Baptiste Joseph De Bay père (1779-1863)), célèbres navigateurs du XVIIIe siècle. Un escalier de quelques marches conduit aux portes. Les fenêtres sont ornées en bas d'une petite balustrade de pierre.
La façade ouest s'ouvrant sur un espace bitumé aménagé en parking qui est séparé de la place de la Bourse par un grille de fer forgé, est moins sobre. Les quatorze fenêtres sont organisées en sept rangées verticales, séparées les unes des autres par huit colonnes doriques. Deux mêmes colonnes sont placées aux extrémités de la façade, elles encadrent des inscriptions sculptées qui rappellent les dates de construction et les noms des entrepreneurs. Deux des sept fenêtres du rez-de-chaussée étaient autrefois des portes vitrées, ce sont celles qui sont encore surmontées de frontons en bas-relief.
Chaque colonne était surmontée avant la Seconde Guerre mondiale d'une statue différente. Elles représentaient la Loire (ou les Lois), l'Abondance, les Beaux Arts (peut-être cette statue figurait-elle, à l'origine, sur le théâtre Graslin), la Géographie, la Ville de Nantes (dues à Charles-Guillaume Robinot-Bertrand (1778-1840)), l'Amérique, l'Afrique, l'Asie, l'Europe et la Prudence (de Jean Baptiste Joseph De Bay père). Au centre des œuvres se trouvait une horloge, enchâssée dans un cadre de pierre sculptée.
Les deux façades latérales, bordées respectivement par la rue Thurot au nord et l'allée de la Bourse au sud, sont percées chacune de vingt-quatre fenêtres identiques. Des frontons en bas-relief ornent une fenêtre du rez-de-chaussée sur deux.
Les deux façades sont marquées par un renfoncement à partir des quatre premières fenêtres en partant de la façade ouest. Cette rupture marque la limite de la partie ajoutée à l'ouest entre 1889 et 1891, la nouvelle partie étant légèrement plus étroite que l'ancienne.

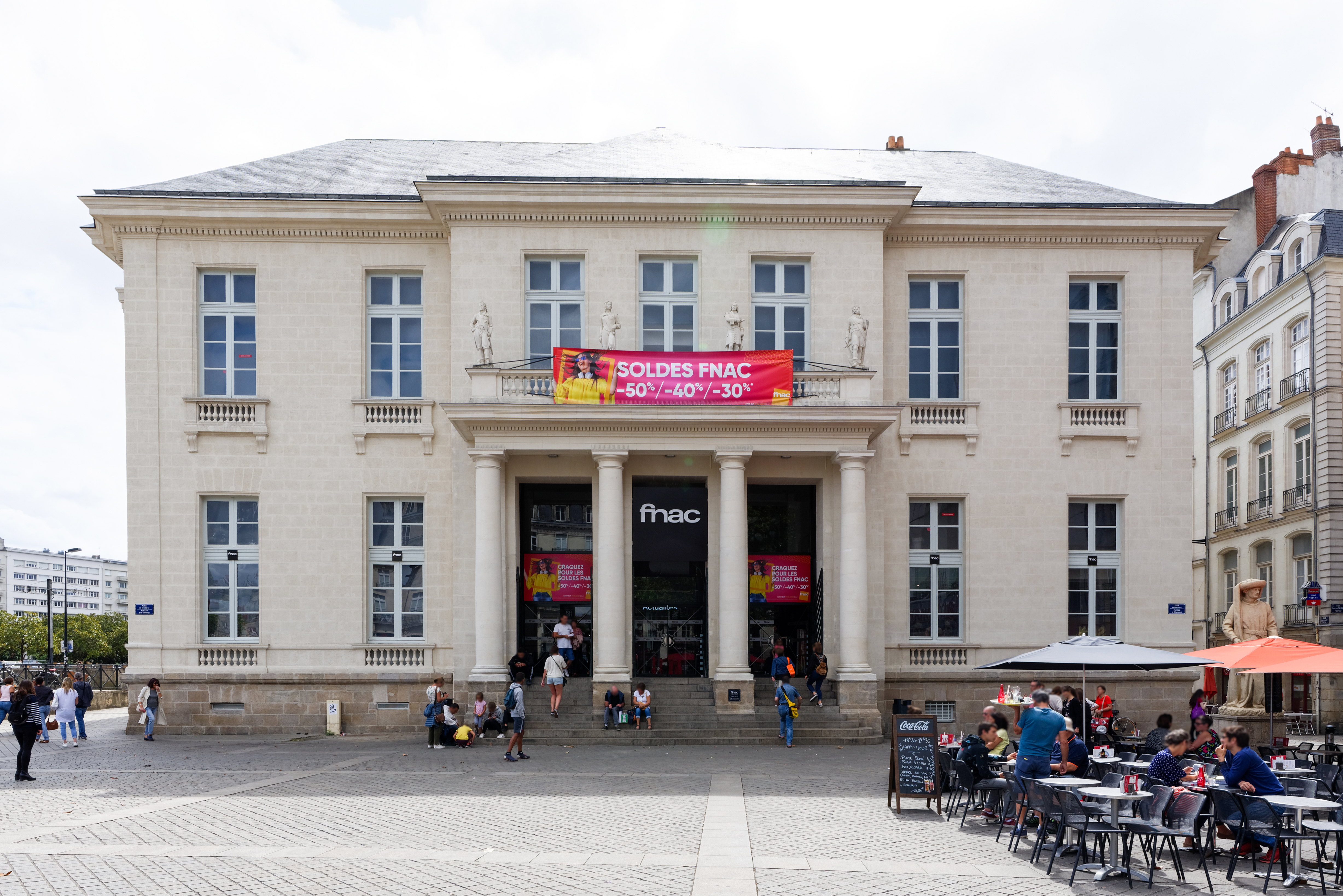
Façade est donnant sur la place du Commerce.
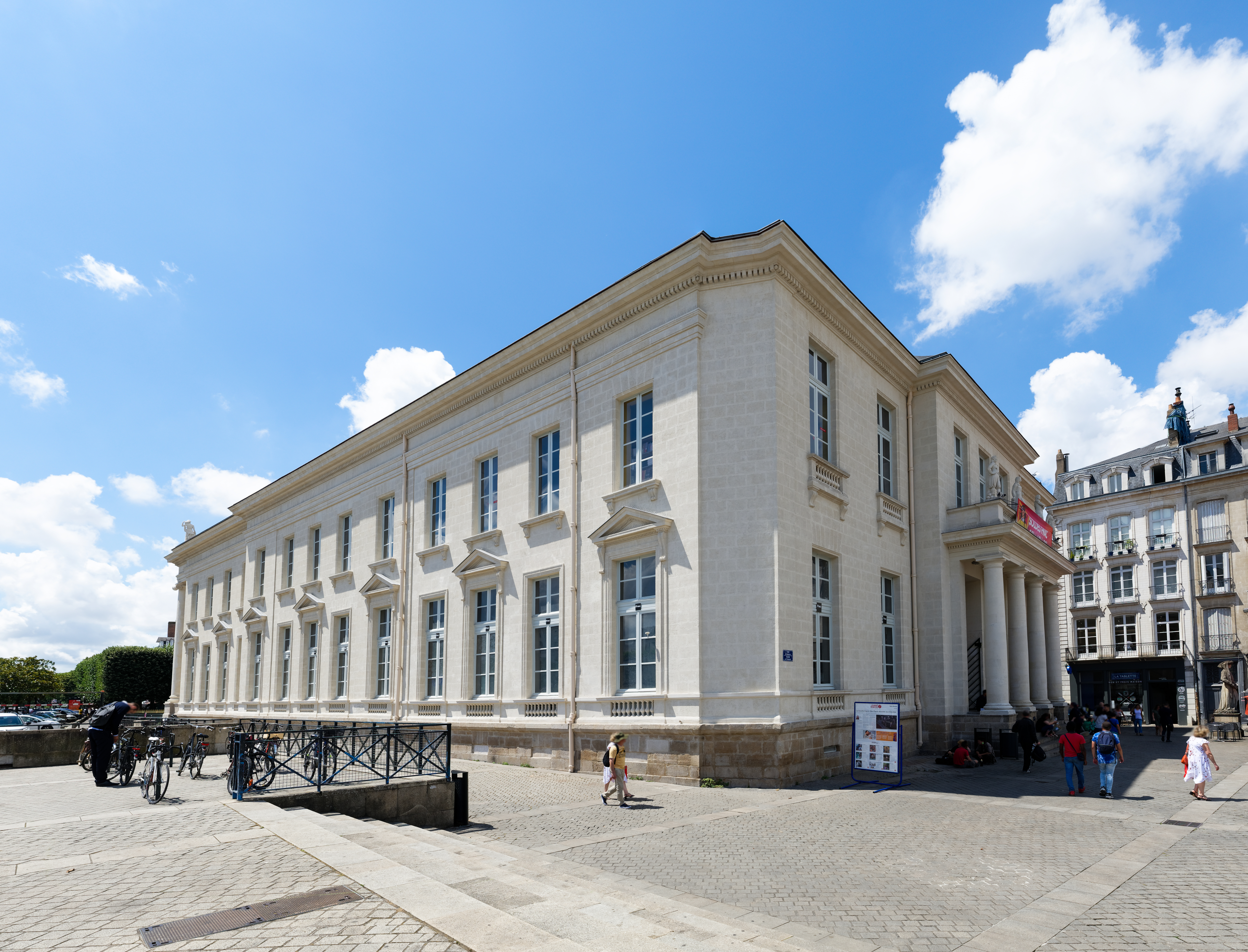
Façade sud donnant sur l'allée de la Bourse
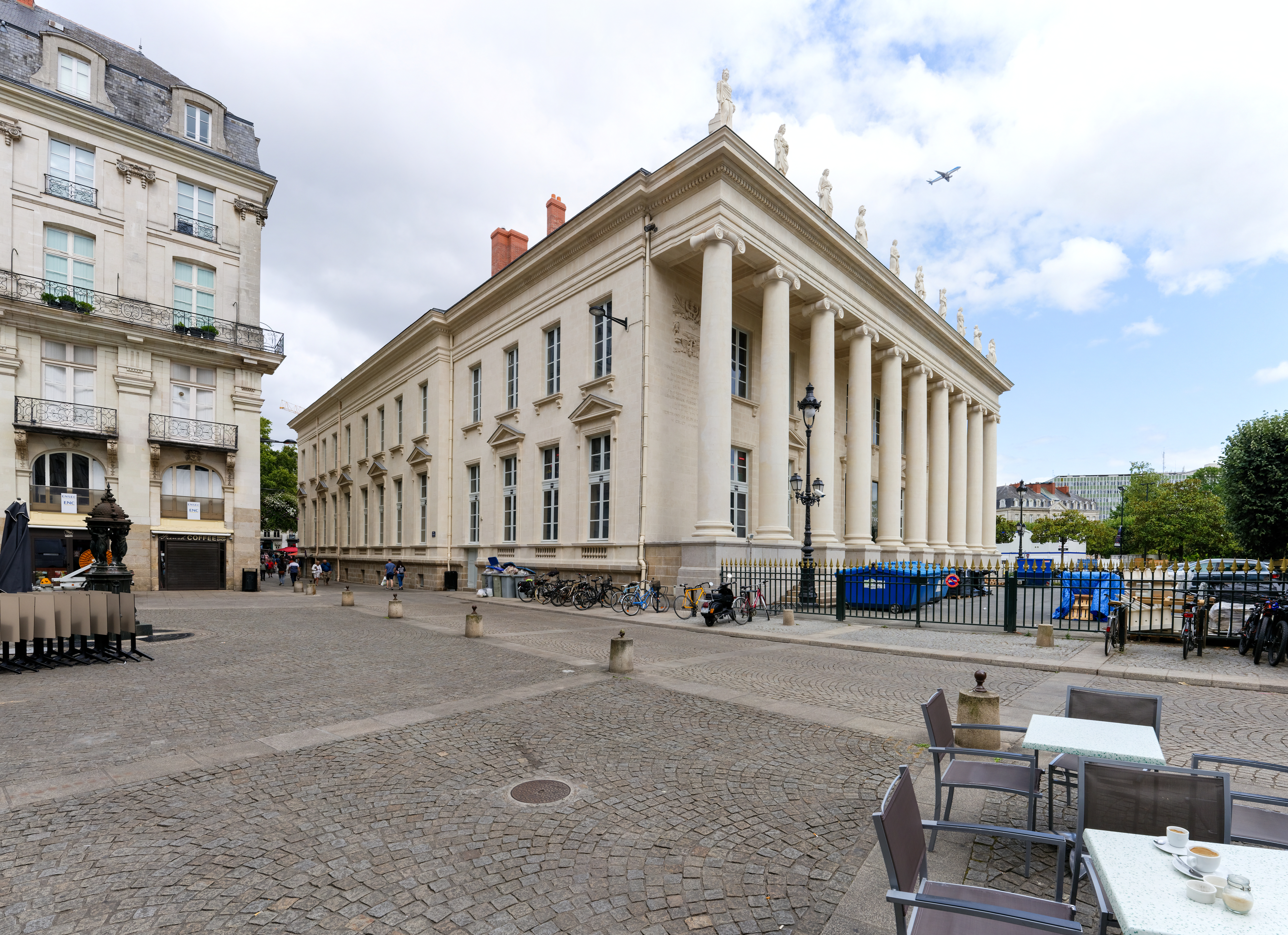
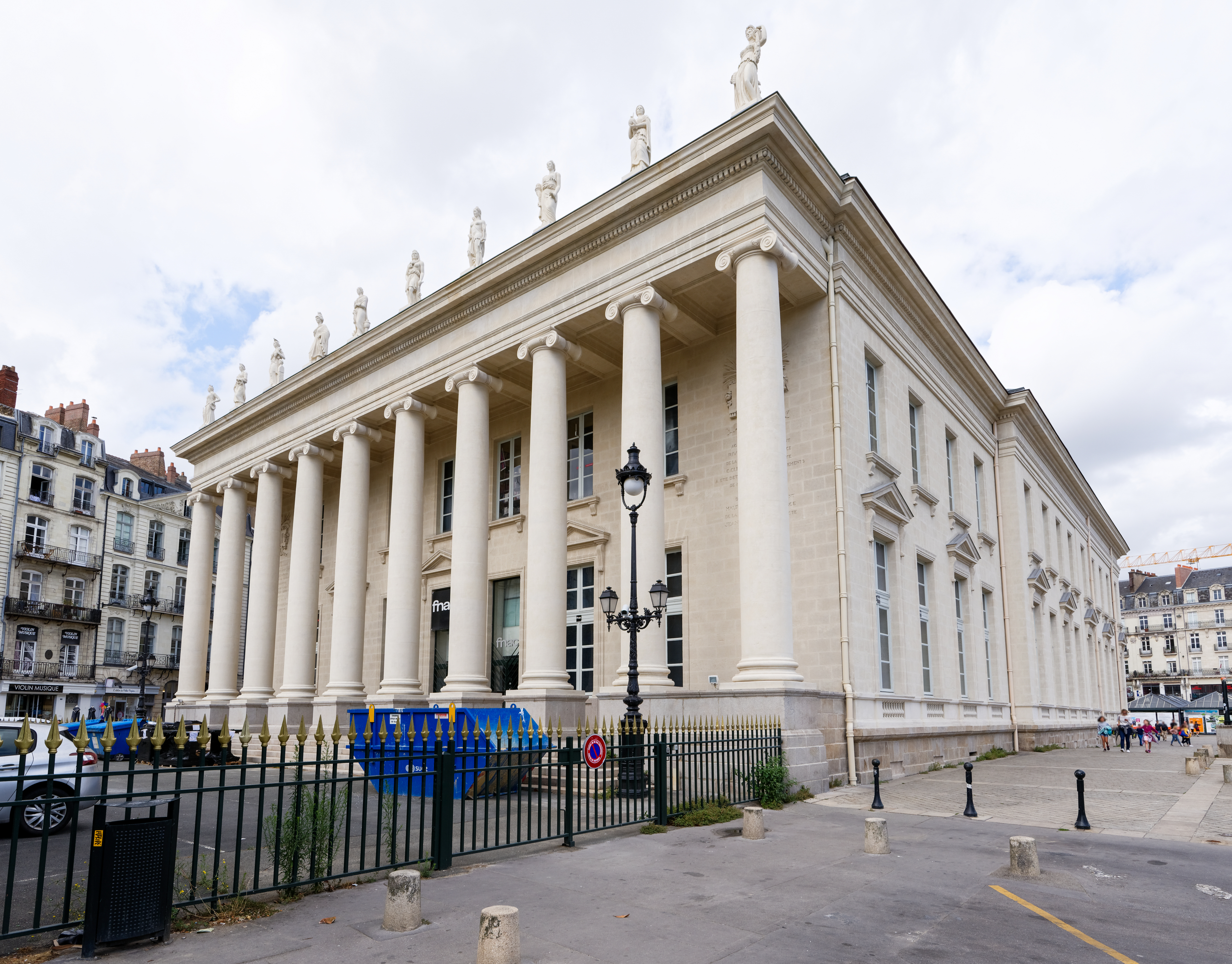
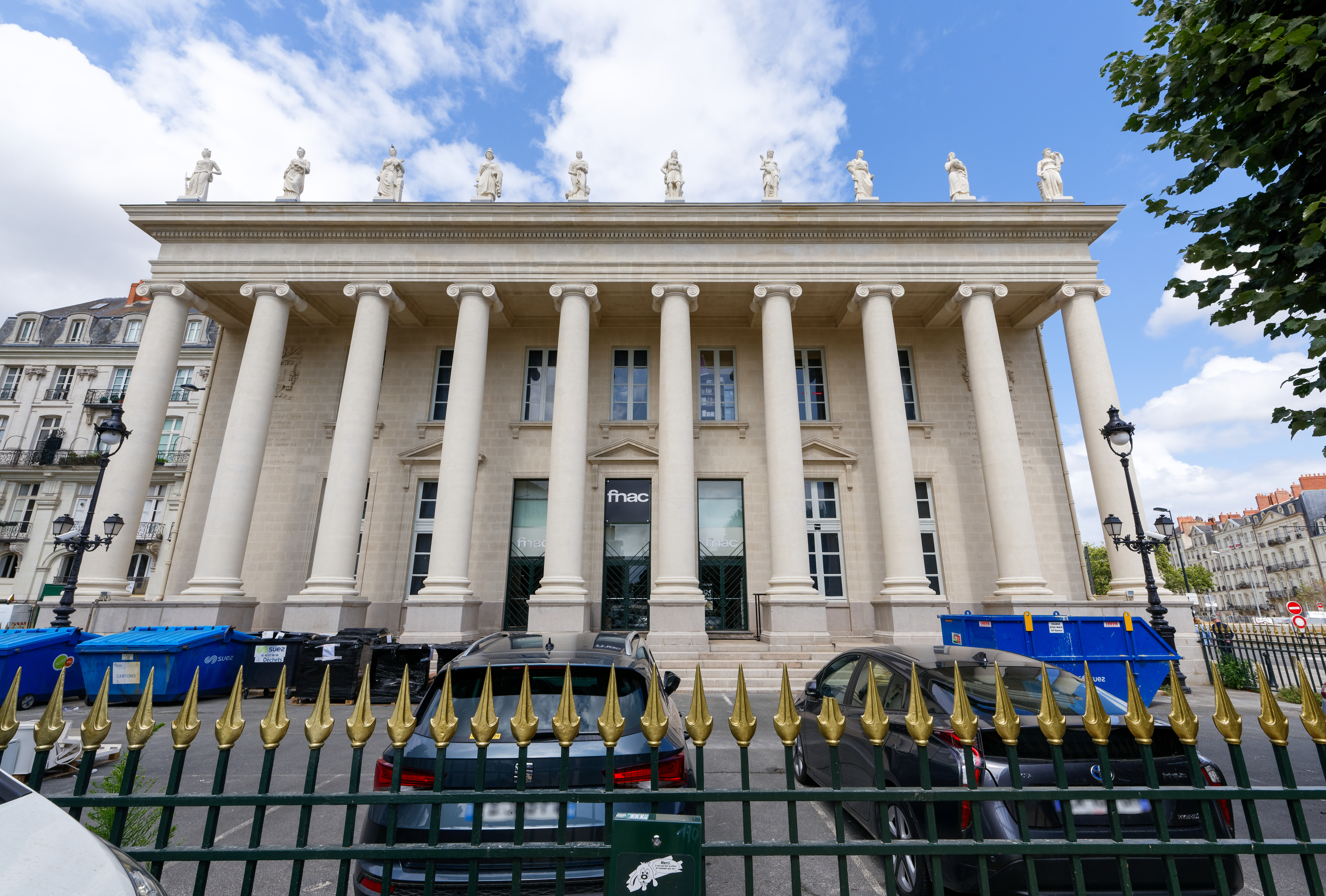
Façade ouest donnant sur la place de la Bourse.

## Galerie de photographies des 10 statues

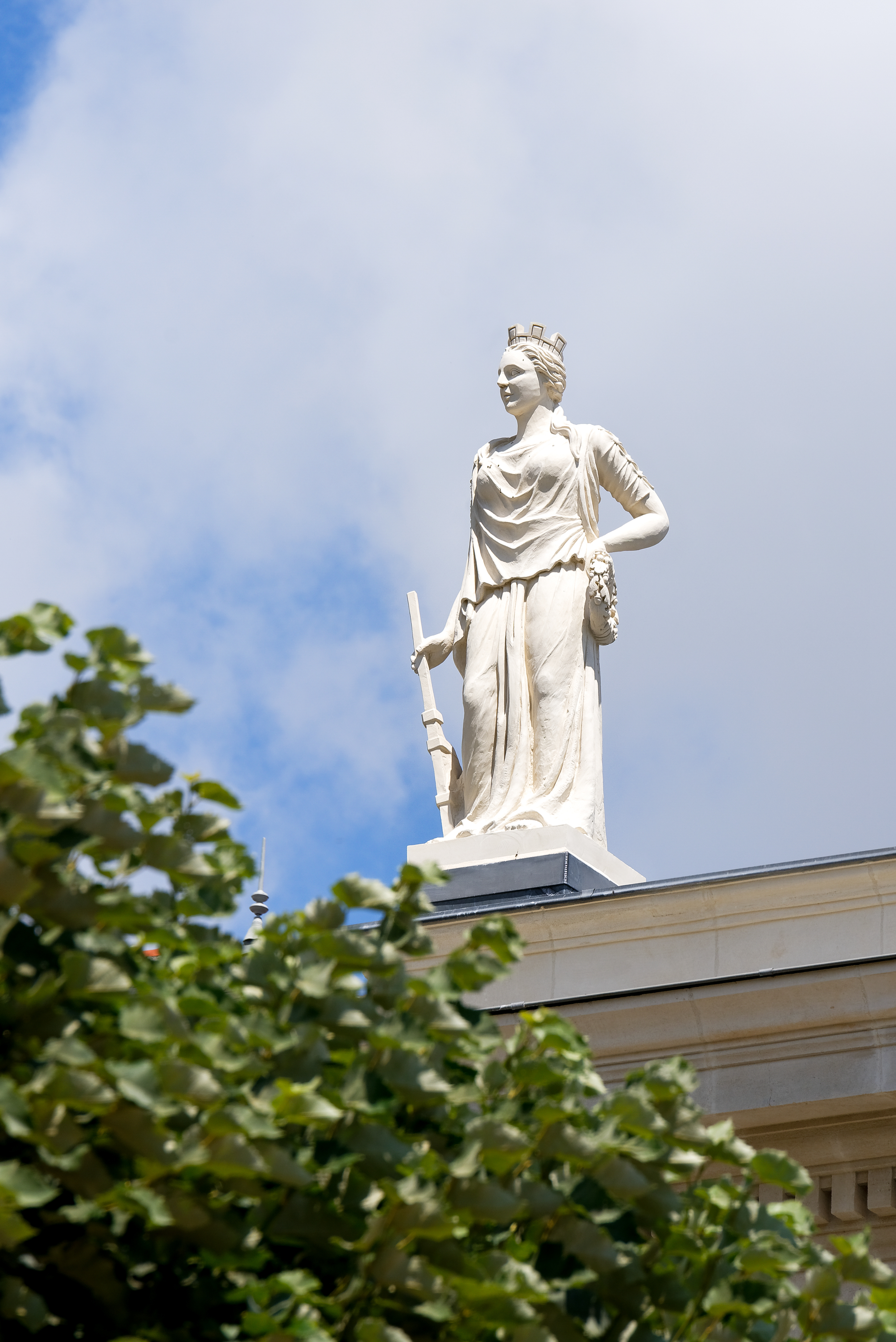
La Ville de Nantes
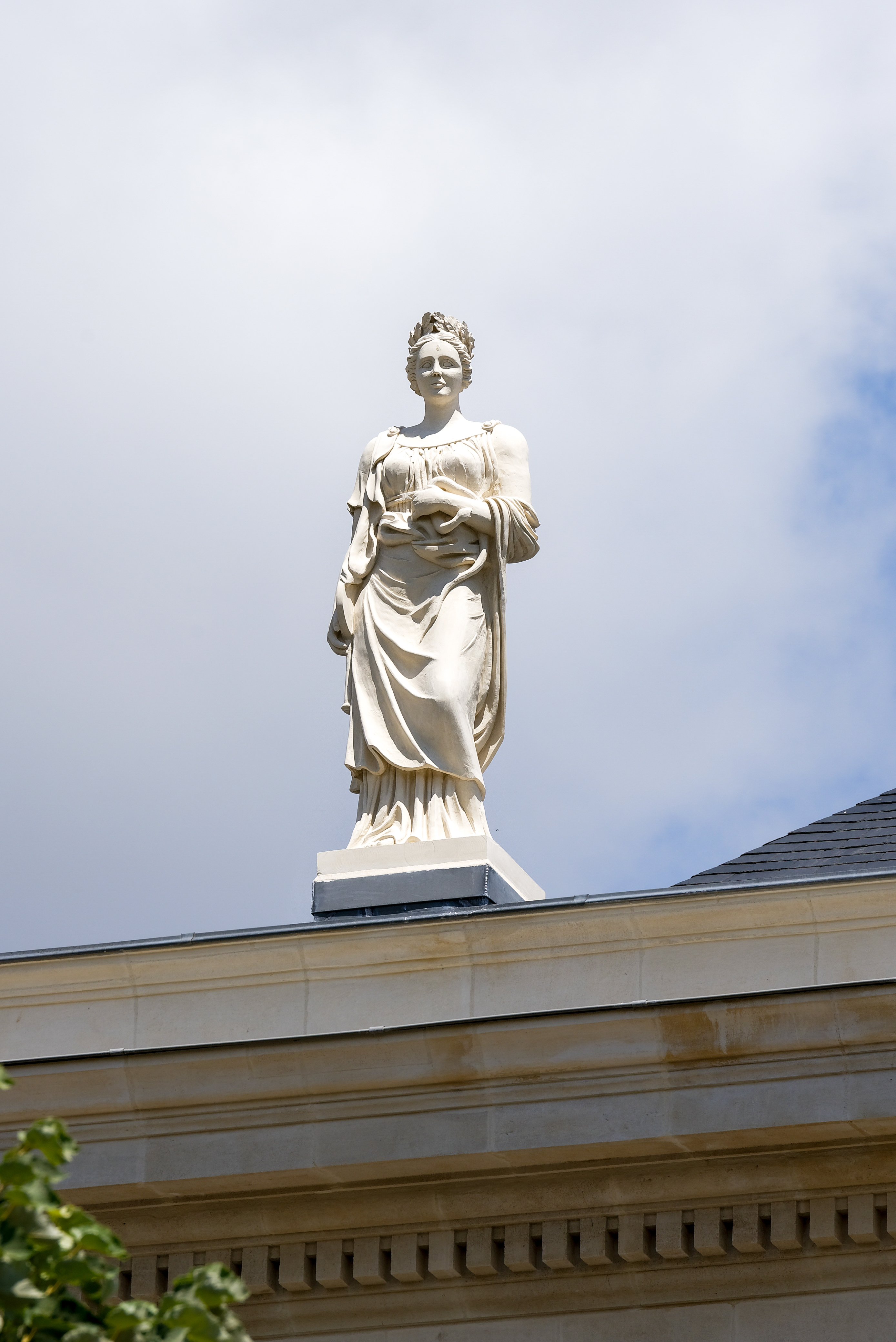
La Prudence
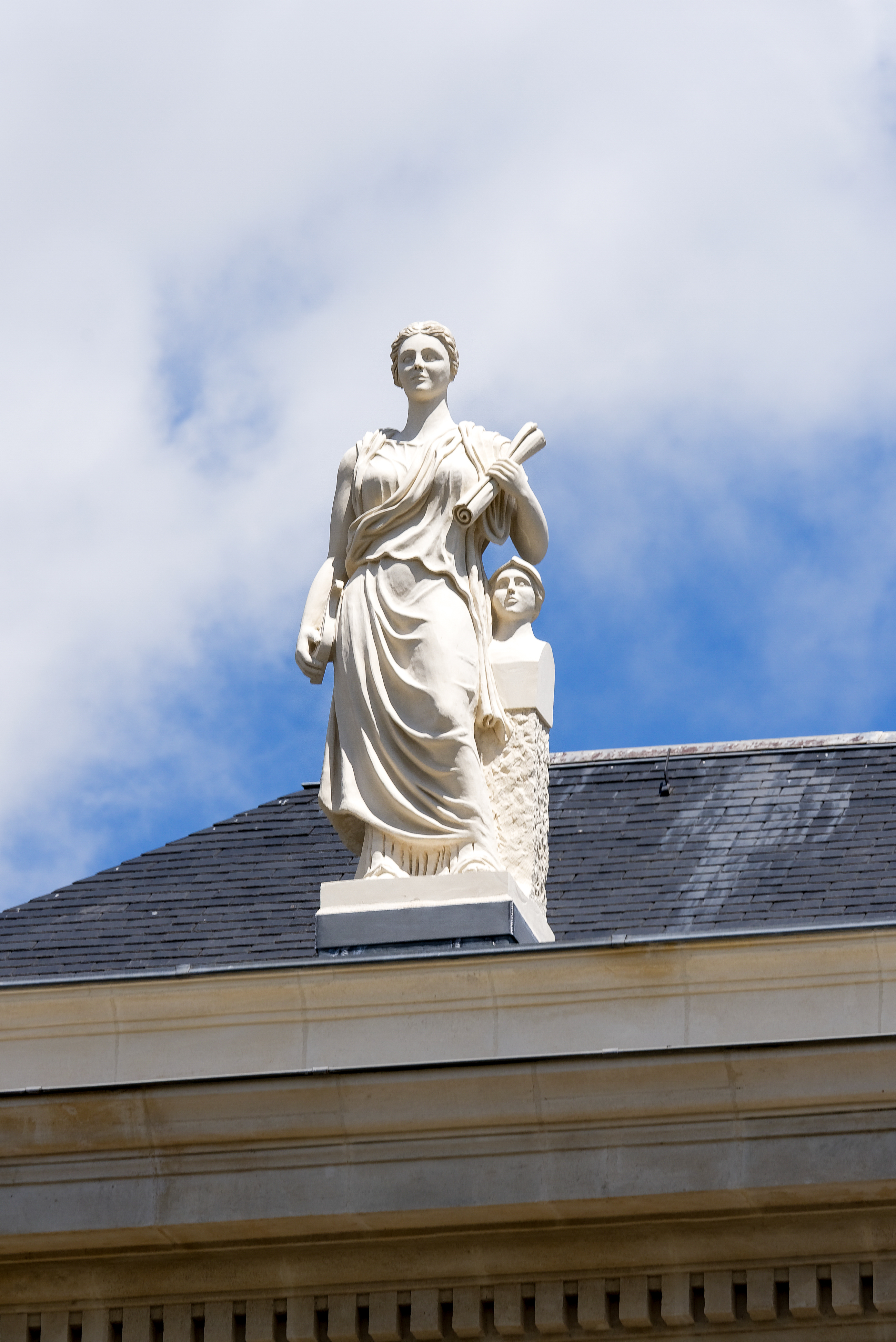
Les Beaux Arts
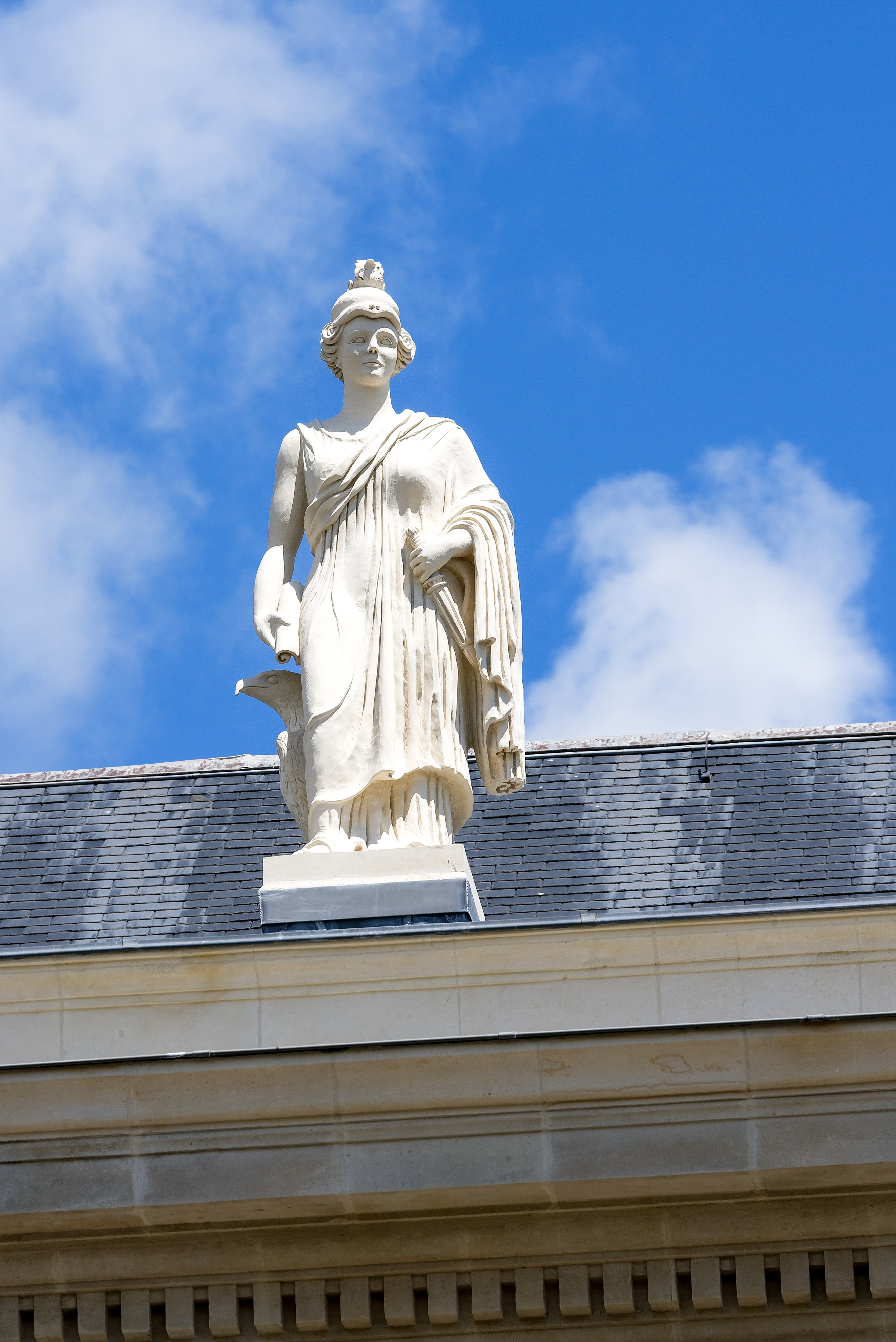
L'Europe
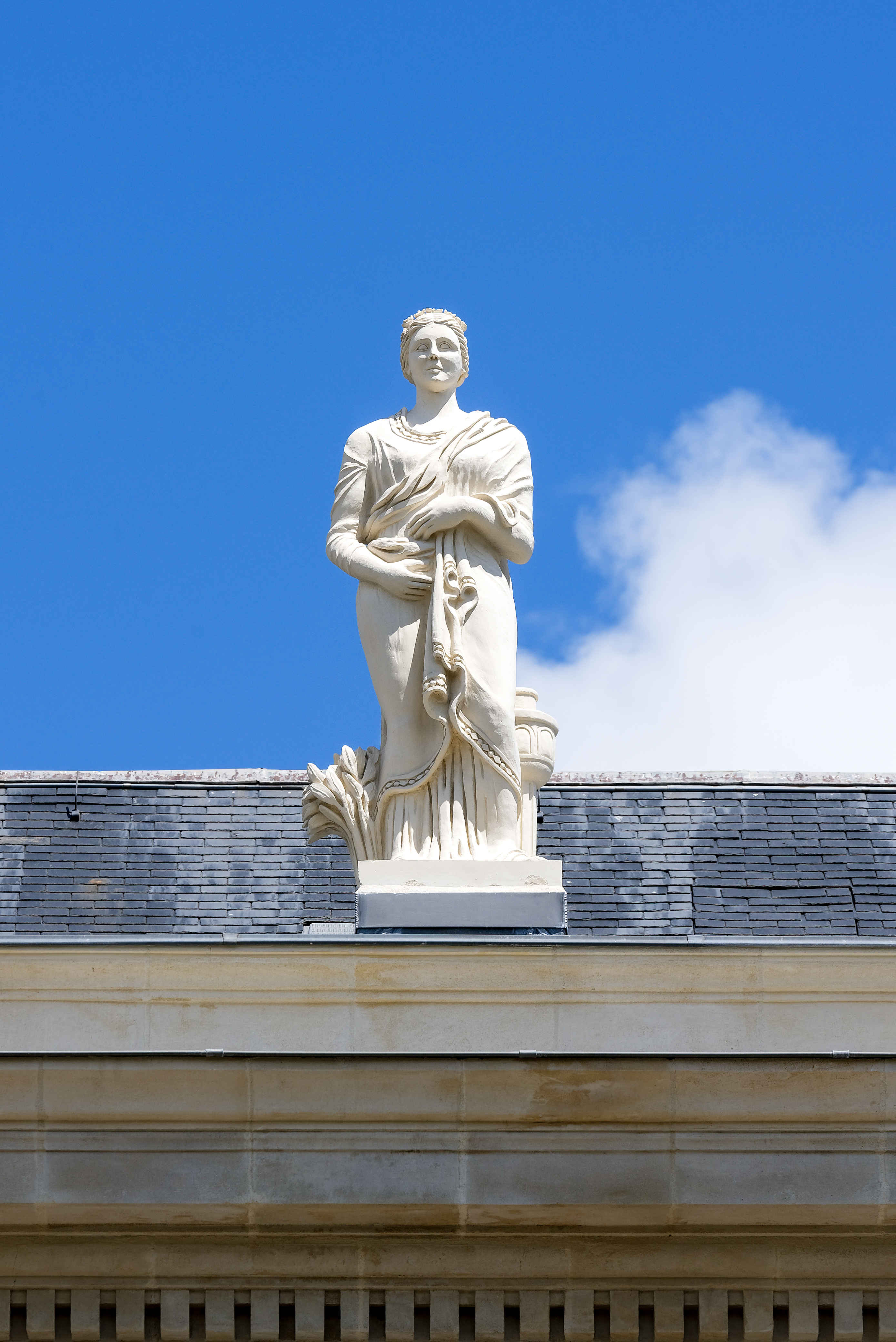
L'Asie
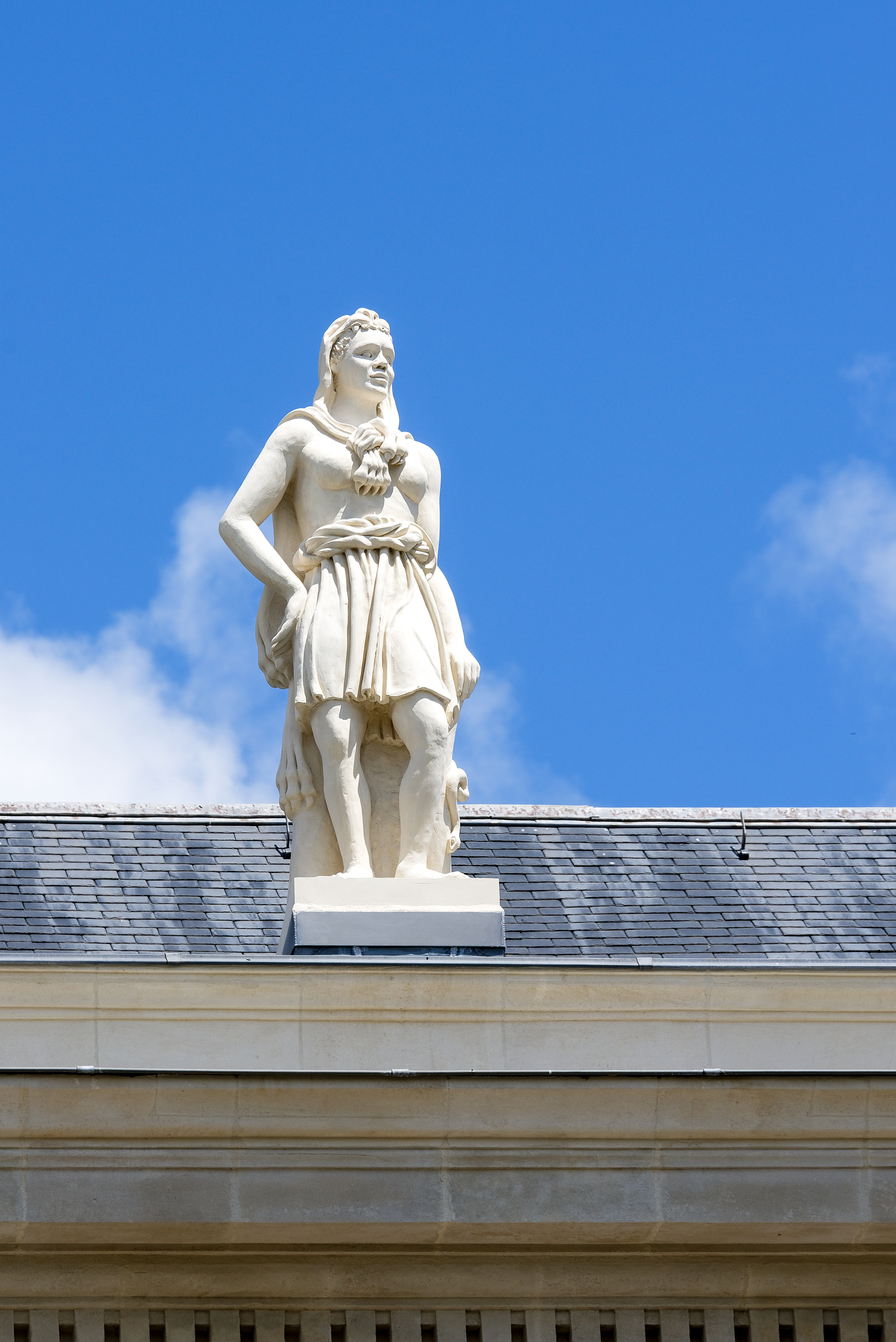
L'Afrique
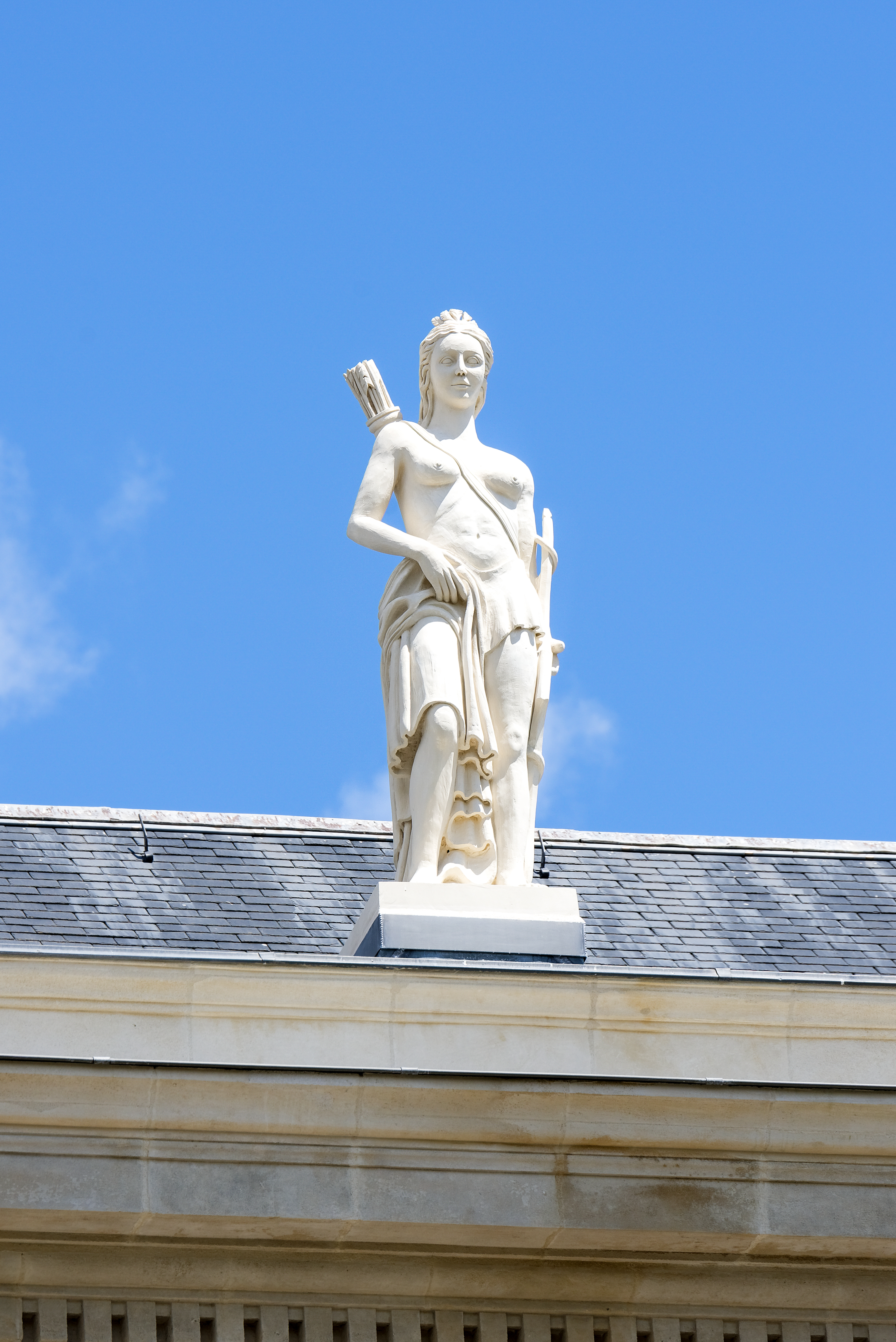
L'Amérique
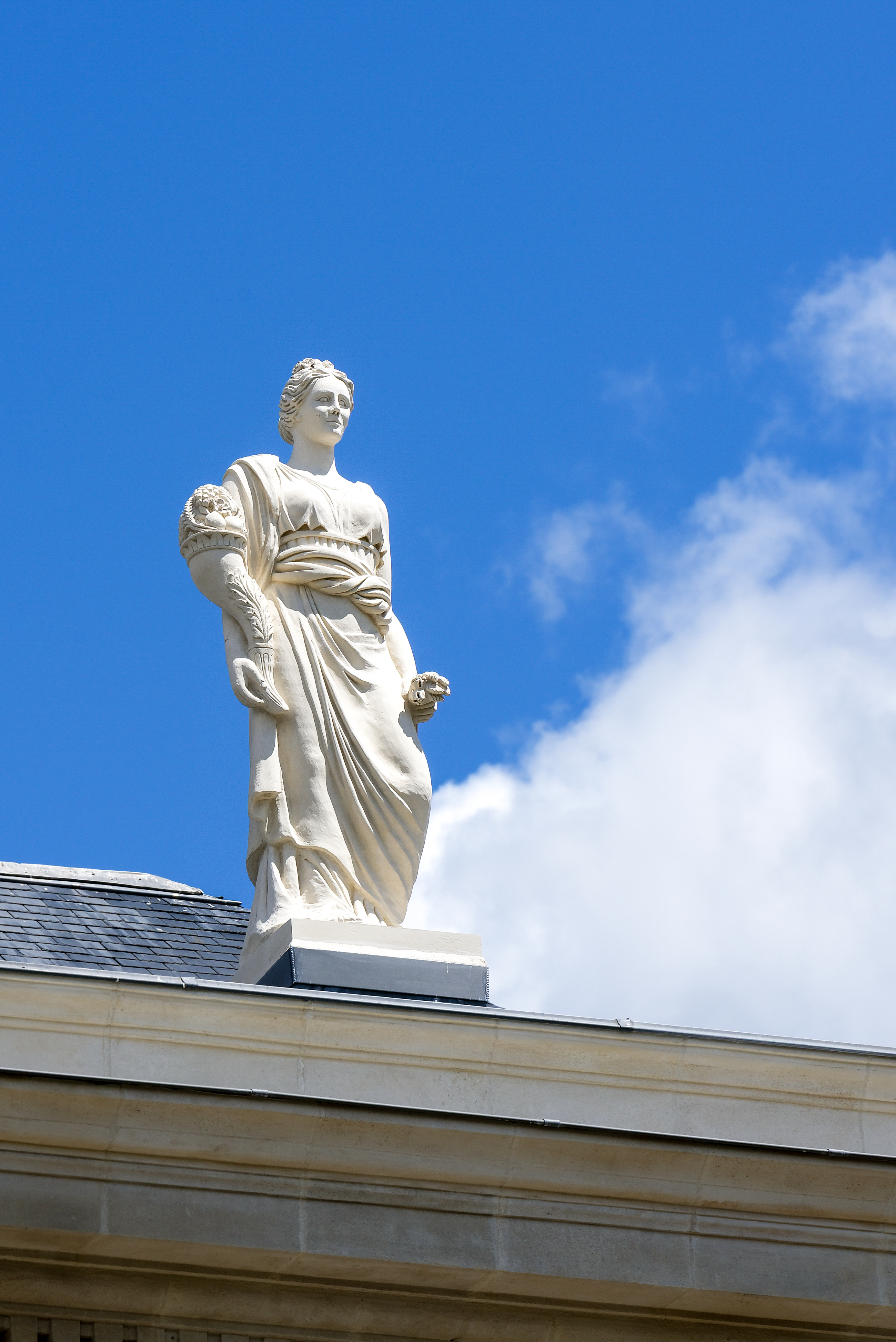
L'Abondance
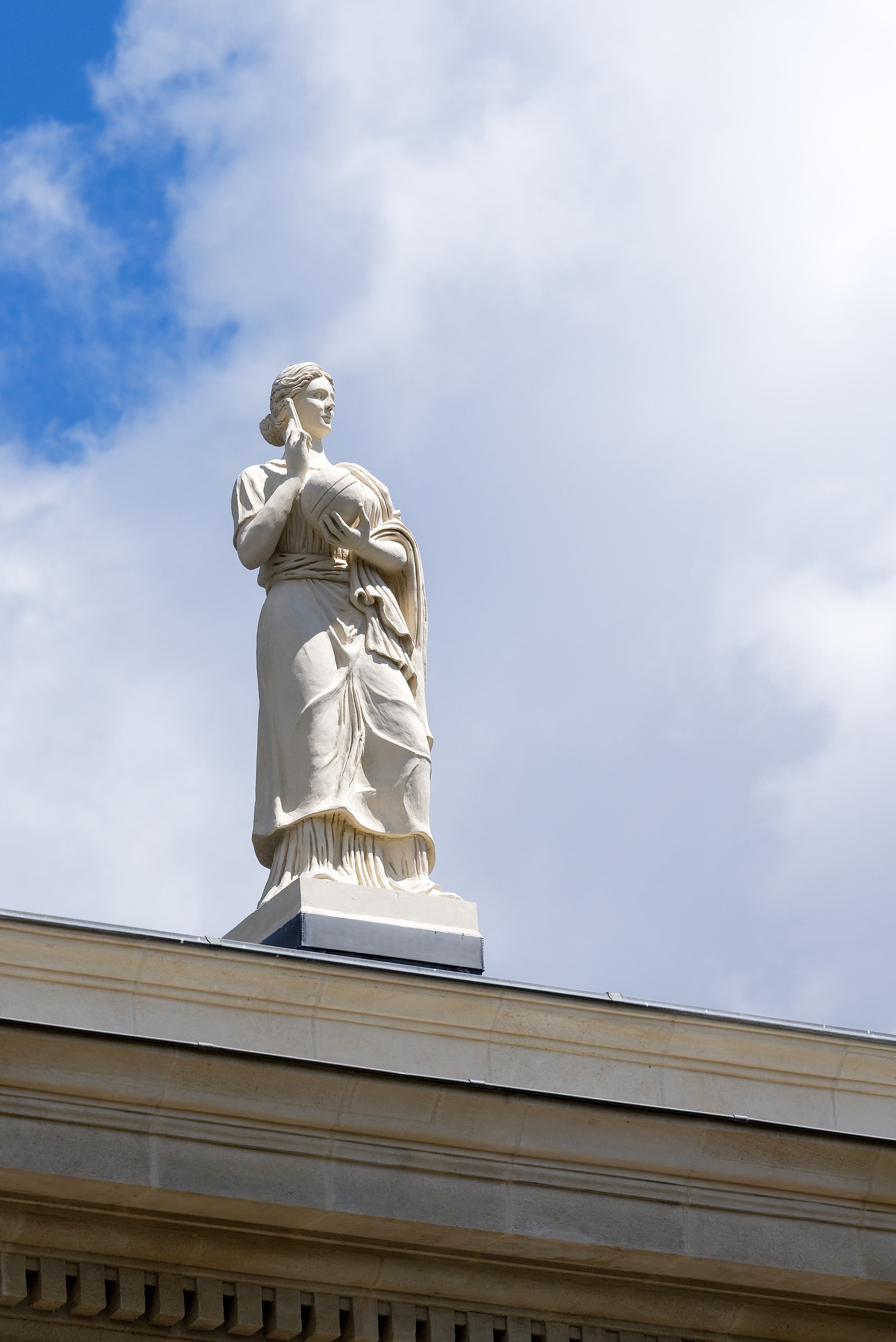
L'Astronomie
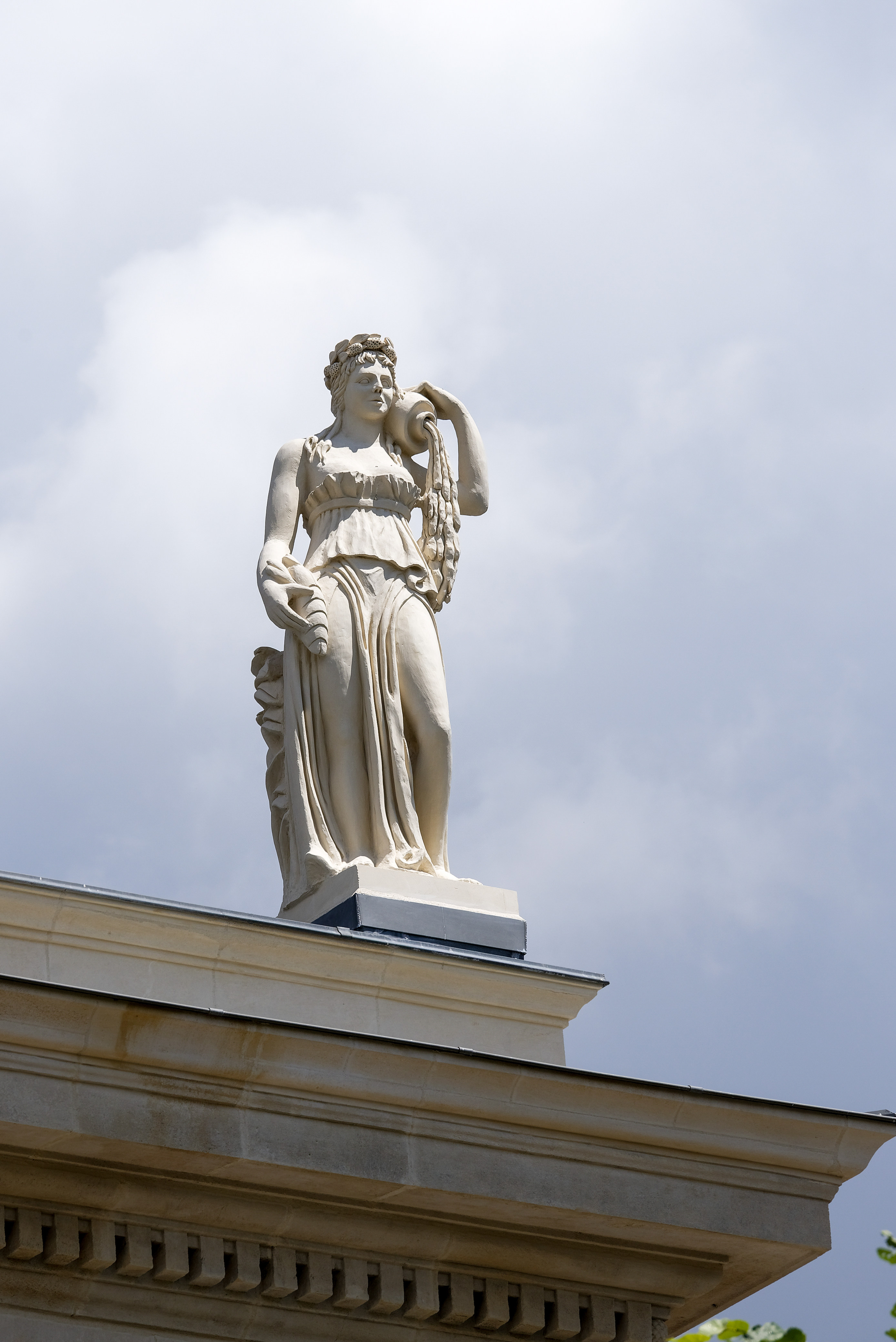
La Loire